# Société polymathique du Morbihan
La Société polymathique du Morbihan est une société savante créée en 1826 à Vannes. Son activité, qui  depuis sa fondation a couvert de multiples domaines (botanique, zoologie et minéralogie notamment), se porte principalement vers l'histoire, l’archéologie, l’art et le patrimoine du département du Morbihan.

## Histoire
La société est fondée à Vannes le 28 mai 1826 par quinze personnes :
- François Luczot, ingénieur en chef des Ponts et Chaussées[2],
- Jean-Pierre-Esprit Blutel, inspecteur des douanes[3],
- Jean-Marie Galles, imprimeur-libraire[4],
- Jean-Joseph Mauricet, docteur-médecin[5],
- Louis Baudoin-Desmarattes, géomètre en chef[6],
- Yves de La Gillardaie, docteur-médecin[7],
- Quant A Pollet, juge au tribunal[8],
- Emmanuel Le Lièvre de La Morinière, employé des postes[9],
- Pierre-Marie Richard, pharmacien[10],
- Paul-Marie-Thomas Pellé de Quéral, élève en médecine[11],
- Amand Taslé, notaire[12],
- Joseph Mahé, chanoine[13],
- François-Olivier Dondel de Kergonano, propriétaire, maire de Baden[14],
- Prosper Claret, chirurgien en chef de l'hospice[15],
- Toussaint Rallier, professeur de mathématique au collège de Vannes[16].

Ces quinze notables vannetais, âgés de 21 à 66 ans, sont réunis par un commun intérêt pour les sciences, notamment naturelles ou physiques : géologie, botanique, zoologie, médecine, mathématiques... Le président de la société, le chanoine Joseph Mahé, se singularise par sa prédilection pour l'archéologie, l'histoire et les lettres.
La société, en rapport avec les différentes institutions et autorités, constitue alors un lieu de sociabilité où se retrouve l'élite à la fois sociale et intellectuelle de la ville. Les adhérents se réunissent mensuellement pour présenter leurs recherches et, moins régulièrement, pour visiter les principaux sites du département : golfe du Morbihan, Houat, landes de Lanvaux... Leurs activités se multiplient : d'abord limitées, jusque vers le milieu du siècle, à la collecte et à l'inventaire d'échantillons de sciences naturelles (minéralogie, botanique, entomologie ou ornithologie) et à l'organisation de cours dans certaines de ces matières, elles se concentrent ensuite sur les fouilles archéologiques, qui conduisent à la découverte de plus de cent sites ou monuments ; s'y ajoutent la création, en 1853, d'un musée archéologique et la constitution pour celui-ci d'une collection d'environ 45 000 pièces, ainsi que la gestion d'une bibliothèque ouverte au public.
Toutefois, le départ ou le décès, dès les premières années, de plusieurs des fondateurs, puis la concurrence de nouvelles sociétés savantes comme l'Association bretonne, fondée en 1843, conduisent à un déclin temporaire des activités qui se traduit notamment, au milieu des années 1840, par l'adoption du nom plus spécialisé de Société d'archéologie du Morbihan. La dissolution de l'Association bretonne, en 1858, est suivie d'un nouvel essor des publications, des collections et des effectifs de la société, qui reprend son nom d'origine en 1861. Le 3 juillet 1871, elle est déclarée « établissement d'utilité publique » par décret présidentiel.
L'une des caractéristiques de la Polymathique est l'intérêt particulier qu'elle a porté au cours de son histoire à la fouille, l'étude et la conservation des mégalithes. Sous l'impulsion d'un groupe d'archéologues (Galles, Alfred Fouquet, Gustave de Closmadeuc...), elle a mené des fouilles sur les nombreux sites mégalithiques de la région. La première fouille menée par la société est celle du tumulus de Tumiac à Arzon, en 1853, effectuée par Alfred Fouquet et Louis Galles. Leurs découvertes sont exceptionnelles et montrent que les dolmens ne sont pas des autels de sacrifice mais des sépultures datées du Néolithique. Le résultat des fouilles fait l'objet d'une large publicité grâce à Jean-Marie Galles, l'un des fondateurs de la société, qui est imprimeur. En 1862, la société fouille le tumulus Saint-Michel et le tumulus du Mané er Hroëck en 1864. Entre 1860 et 1914, la société réalise ainsi une centaine de fouilles, toutes périodes confondues

« Ces fouilles donnent lieu à des observations précises sur la structure des tumulus ; les monuments qu'ils renferment sont décrits avec précision, avec de très bons plans et élévations ; le mobilier est recueilli avec soin, souvent avec plan de localisation, décrit exhaustivement et figuré sommairement ; il n'est pas dispersé, mais va en totalité aux collections de la Société polymatique, à Vannes. Les ossements ou leurs vestiges dont l'objet d'études approfondies dues au Dr Mauricet. Les publications sont rapides, précises, denses, sans bavardage inutile ni élucubrations fantaisistes. L'essentiel de nos connaissances sur ces grands tertres que l'on baptisera plus tard tumulus carnacéens est acquis en trois ans. »

La Polymathique a manifesté envers les mégalithes une volonté de conservation portée par l'évolution de la vision de ces pierres, progressivement considérées comme préhistoriques et acquérant de ce fait le statut scientifiquement valorisant de plus ancienne architecture humaine de la région. Cette volonté a contribué à susciter la politique publique d'acquisition et de restauration, quand bien même ces restaurations ont pu être critiquées par certains des membres de la société. En 1883, elle a obtenu de l'État qu'il se porte acquéreur de la Table des Marchand de Locmariaquer. Elle a aussi permis, entre autres, la sauvegarde des alignements de Carnac et, par ailleurs, la protection des remparts de Vannes, devant lesquels la construction d'un lotissement était prévue[réf. souhaitée].
En 1912, la société achète le Château-Gaillard pour y loger ses collections. Le déclenchement de la Première Guerre mondiale diffère l'inauguration et l'ouverture de son musée jusqu'en 1919. La présentation au public de ses collections contribue à accroître les dons. En 2000, la société signe un partenariat avec la ville de Vannes pour une durée de 50 ans : les collections sont prêtées à la ville, qui devient locataire de Château-Gaillard, avant de lui être données. Depuis, la Polymathique se recentre sur la gestion de sa bibliothèque et ses archives anciennes. Elle est aujourd'hui mise à la disposition du public dans les locaux de la Société polymathique, avenue Saint-Symphorien, au-dessus des Archives municipales[réf. souhaitée].

## Présidents
- Joseph Mahé
- Lallemand
- Alfred Fouquet
- Gustave de Closmadeuc
- Louis Marsille
- Jean-Yves Cavaud[Depuis quand ?][22]

## Objectifs et actions
« Doyenne des associations du Morbihan », la Société polymathique s’intéresse à l’histoire, à l’archéologie, à l’art et au patrimoine du département.
Elle organise régulièrement :
- des conférences ouvertes aux adhérents le deuxième mercredi de chaque mois sur l'archéologie, l'histoire, la littérature, les arts, les sciences de la nature, etc.[22] ;
- des colloques ouverts aux adhérents ;
- des sorties mensuelles, dans les différents départements bretons ;
- la publication annuelle des Bulletin et Mémoires de la Société polymathique du Morbihan[23].

Sa bibliothèque, ouverte aux chercheurs, est riche de :
- 25 000 volumes[21] ;
- 200 périodiques ;
- 2 000 manuscrits ;
- un fonds ancien (français, breton) ;
- de nombreux ouvrages sur la Bretagne, etc.

## Publications
- Bulletin et Mémoires de la Société Polymathique du Morbihan, 2020, 212p.